# 埃魁语
埃魁语是一种已灭绝的印欧语系意大利语族语言，与翁布里亚语有紧密联系。据推测，罗马人称为埃魁人（Aequi）的部落在罗马共和国早中期分布在拉丁姆东北部的阿爾班丘陵及中部的亚平宁山脉，公元前5世纪生活在这个地区，但是在公元前304年的第二次萨姆奈特战争后，埃魁人被罗马人征服，埃魁语拉丁化，成为拉丁语的一种方言。很少有埃魁语的古籍流传下来。有两篇未注明日期的铭文似乎是用不同的方言写成的，学者们称之为埃魁语，并推测它们代表了前罗马时期当地部落的语言。没有足够的文字存留下来，因此只能推断它属于印欧语系意大利语族。

## 语料
埃魁语记录稀少。Conway出版的意大利铭文加了一个词汇、几个地名和几十个人名，但不分内名与拉丁外名。:301–305可能两者都有，但无法辨别。
Alba Fucens的铭文是一块刻有ALBSI PATRE字样的青铜板。Conway将第一个词拟为与格*albe(n)si。Baldi译作拉丁文Albano patri，两个与格，意为“献给Alban父神”。:122
第二份文本是佩特雷拉萨尔托的Cliternia (Capradosso)铭文，刻在一块从山上落到泉水中的石头上。文本如下：
VIA INFERIOR | PRIVATAST | T VMBRENI C F |
PRECARIO | ITVR | PECVS PLOSTRV | NIQVIS AGAT
这是一份通知，说明这条道路由私人所有，Gaius之子Titus Umbrenus允许过人，不许携带牲口。

## 书目
- Ernout, Alfred. . Internet Archive. 2009 [1916] （法语）.